# Saussy
Saussy település Franciaországban, Côte-d’Or megyében. Lakosainak száma 100 fő (2022. január 1.). Saussy Vernot, Messigny-et-Vantoux, Chaignay, Curtil-Saint-Seine, Épagny, Savigny-le-Sec és Val-Suzon községekkel határos.

## Népesség
A település népessége az elmúlt években az alábbi módon változott:
| Lakosok száma | 62   | 107  | 116  | 103  | 93   | 101  | 103  | 102  | 101  | 100  |
|               | 1968 | 1982 | 1990 | 2006 | 2012 | 2015 | 2017 | 2019 | 2020 | 2022 |